# Marc'h
Pour les articles homonymes, voir March.

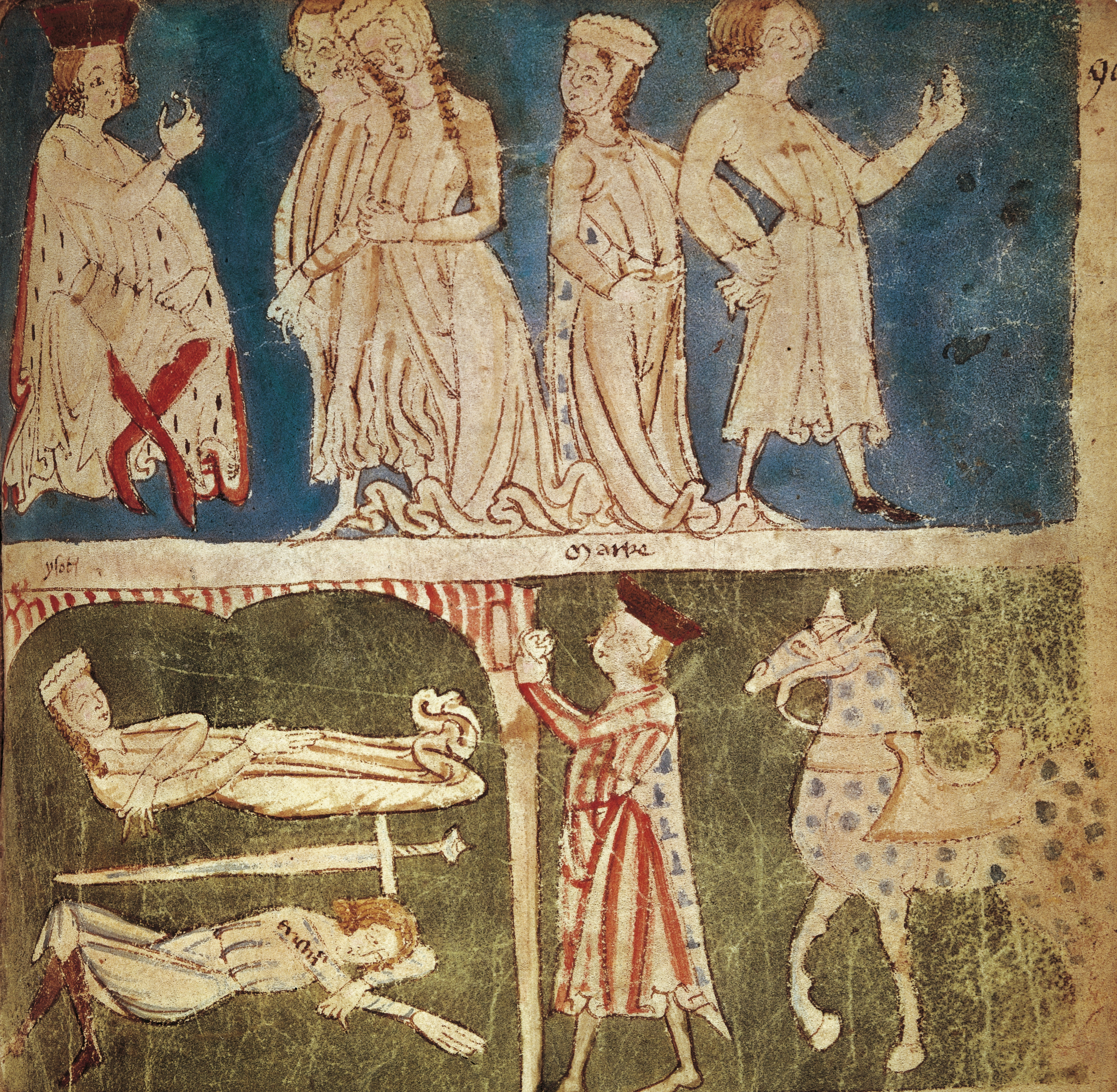
Enluminure figurant deux scènes du Tristan und Isold de Gottfried von Strassburg (XIIIe siècle).
Dans la partie supérieure, Tristan et Iseut s'enfuient de la cour du roi Marc'h.
Dans la partie inférieure, le roi Marc'h surprend Tristan et Iseut endormis, l'épée de Tristan séparant chastement les deux amants.

Le roi Marc'h ou Marc de Cornouaille, est à la fois un personnage de la mythologie celtique et de la légende arthurienne. Il est présent dans les traditions bretonne et cornique. Son nom (Marc’h signifie « cheval » en breton) et ses attributs (des oreilles du même animal) le rapprochent d'autres figures de contes européens. Les oreilles du roi Marc'h, souvent assimilées à une marque honteuse dans les plus anciennes interprétations, sont plus probablement une marque de royauté légitimant la fonction du souverain.

## Dans la tradition bretonne
Dans la mythologie bretonne, Marc'h est un roi légendaire d'Armorique dont l'originalité est d'avoir des oreilles de cheval. Par ailleurs un de ses homonymes qui règne sur la Cornouaille est l'un des protagonistes de la légende de Tristan et Iseut, ancrée dans la réalité historique bretonne et celtique, entre les îles Britanniques et la Bretagne armoricaine. 
L'historien Léon Fleuriot, spécialiste de cette époque, l'assimile à Konomor, Cunomorus, breton *Konveur,  roi historique de Cornouailles britannique au VIe siècle, régnant à la fois sur les deux Domnonées : la  Domnonée armoricaine et la Domnonée  (Cornouailles-Devon) de l'île de Bretagne. Ainsi dans son ouvrage Les Origines de la Bretagne (page 189), il écrit : « Il (Conomor) est présenté souvent comme un vassal de Childebert, un “praefectus”, dit la Chronique de saint Brieuc : “Comorus tyrannus, praefectus Francorum regis”. Conomor paraît avoir été un Britto-Romain. La Vie de saint Paul l’appelle le “roi Marc” ou le “princeps Marc” ou de son nom complet “Marcus Quonomorius”. »
L'écrivain Jean Markale, a repris cette assimilation au roi Cunomorus.

### Le barbier du roi

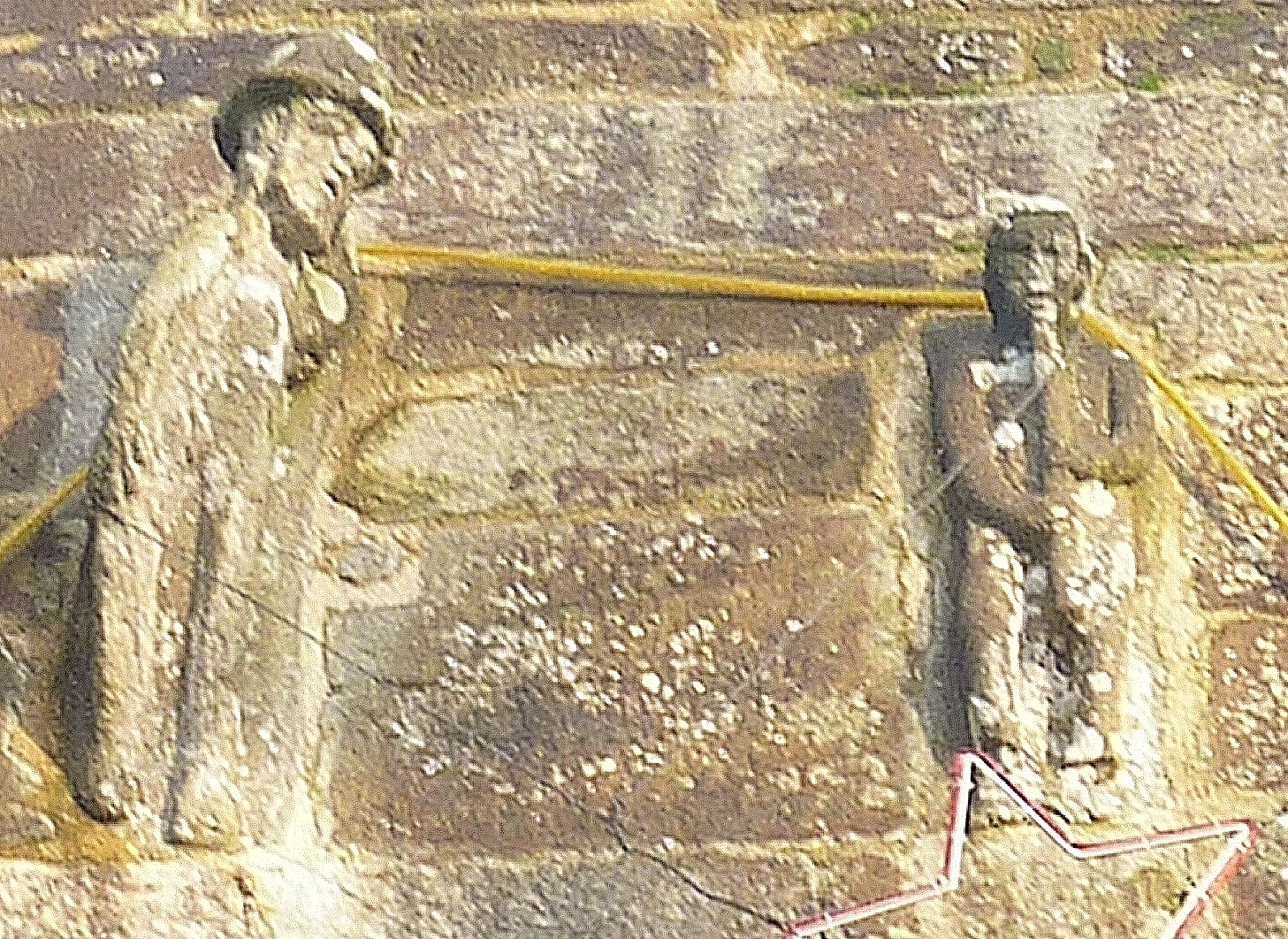
Sculpture de Guinvarc'h sur la chapelle Saint-Ruelin de Châteauneuf-du-Faou.

En Bretagne, sur la commune cornouaillaise de Douarnenez, aux Plomarc’h (« paroisse de Marc'h » - ploe signifie paroisse en breton) recèle des fondations dont on dit qu'elles sont celles du palais du roi Marc'h. La légende affirme que ce roi était affublé d'oreilles de cheval, dissimulées sous un bonnet  et que la divulgation du secret entraînait inévitablement la mort.  À partir de là, il existe plusieurs versions : selon l'une d'elles, le roi Marc’h tuait systématiquement tous les barbiers qui le servaient et connaissaient son secret.  On dit aussi qu'un de ces barbiers, au manoir de Pratanroux en Penhars, se confia à la terre, un roseau poussa à cet endroit  qui fut coupé par un sonneur pour en faire un biniou. Quand il se mit à jouer, l'instrument chanta « Le roi Marc'h a des oreilles de cheval ». Furieux et honteux, le roi Marc'h (dans cette version de la légende, il est appelé le roi Guinvarc'h), se serait alors réfugié dans l'île Chevalier en Pont-l'Abbé où subsistent encore quelques ruines de son château. Selon un poème tardif de Béroul, trouvère normand du XIIe siècle, c'est le nain astrologue du roi qui dévoila le secret et fut tué par le roi.
L’attribut physique des oreilles de cheval (et le rôle joué par les roseaux) peut évoquer le roi Midas de la mythologie grecque, mais l’analogie s’arrête là.
Peut-être a-t-on affaire là à quelque chose d'un fonds indo-européen très ancien ayant trait à la domestication et par là même peut-être à la divinisation du cheval, « la plus belle conquête de l'homme » ? Le postulat de l'ouvrage de Gaël Milin, Le roi Marc aux oreilles de cheval, serait d'y voir une marque souveraine.

### La tombe du roi Marc' h

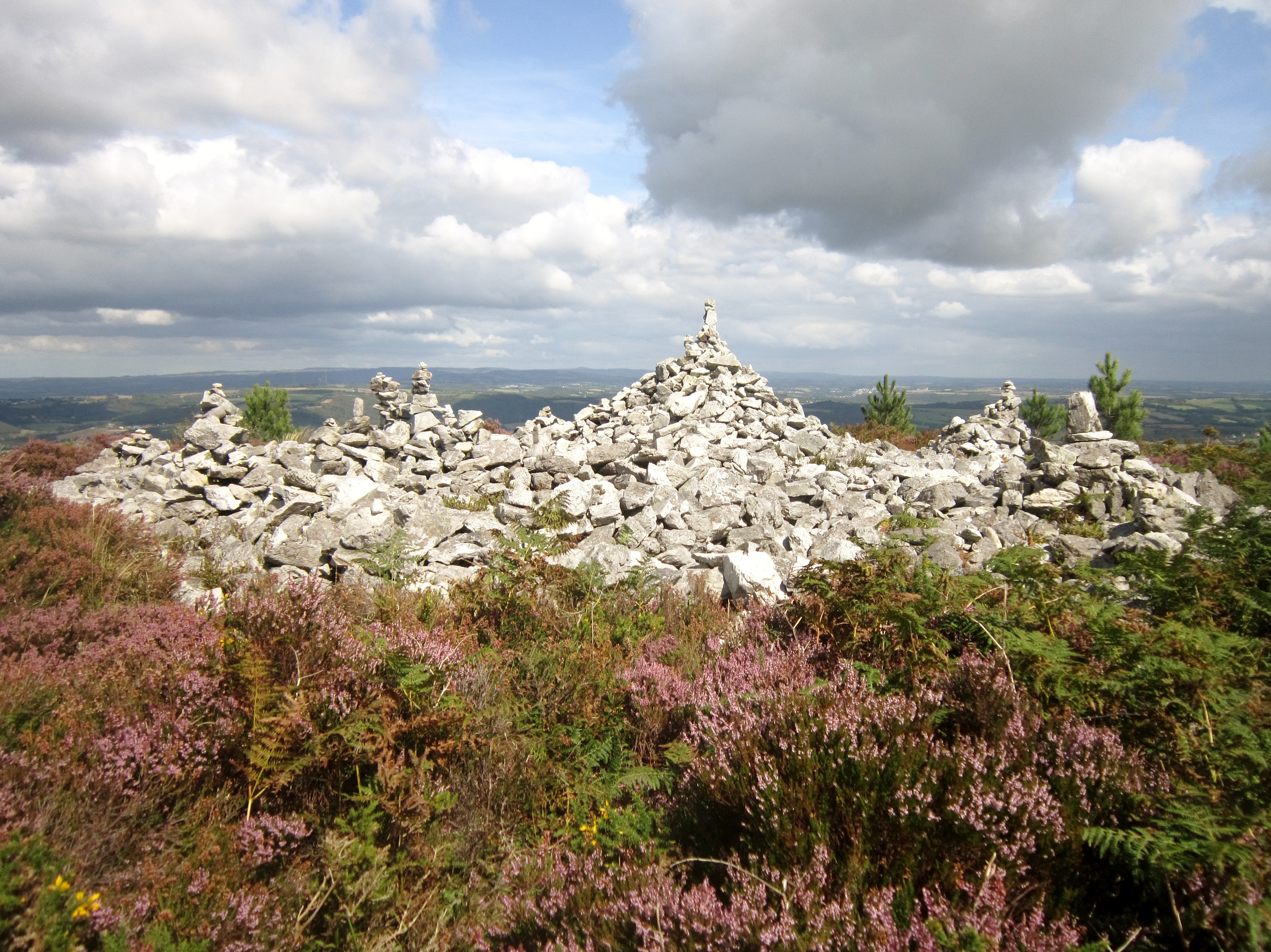
Le "Tas de pierres" ("Ar-Bern-Mein" en breton) situé à l'est du sommet principal du Ménez-Hom, censé selon la légende, être la tombe du roi Marc'h. L'aspect de ce cairn a malheureusement été très modifié par les touristes qui ont empilé des pierres les unes sur les autres.

Elle serait sous un cairn situé sur un sommet annexe, le Bern-Mein, situé au nord-ouest du sommet principal du Ménez-Hom. « Le roi Marc'h avait été enterré sur le Menez-Hom, comme il convenait à sa dignité royale, mais sur le versant opposé à celui où s'élevait la chapelle Sainte-Marie. Entre le sanctuaire et sa tombe il y avait un grand dôme de lande. ».

### Morvarc’h
Un conte, collecté par Yann ar Floc'h, présente une version différente de la légende. Il est roi de Poulmarc’h et possède un cheval fantastique, qui peut traverser la mer et galope aussi vite que le vent. L’animal est surnommé « Morvac'h », ce qui signifie « cheval de la mer » en breton. Un jour, alors qu’il chasse, son chemin croise celui d’une biche. Il a beau forcer son cheval, il ne parvient pas à la rattraper (voir le mabinogi de Pwyll où la cavalière que personne ne peut rattraper est Riannon-Rigantona, la Grande Reine, autre forme d'Epona, l'équine). Ce n’est qu’acculée au bord de la falaise, près de l’endroit où la ville d’Ys a été engloutie, qu’il peut lui faire face. Le roi Marc’h arme son arc et lui décoche une flèche, mais par un sortilège, le trait fait demi-tour et vient tuer directement son précieux cheval. Mu par la fureur, il sort son poignard, mais la biche a disparu, à la place se trouve une superbe jeune fille. C’est Ahès, la fille de Gradlon. Pour se venger de la poursuite, elle affuble le roi d’oreilles semblables à celles de son cheval, puis s’enfonce dans la mer.
Dans « La Légende de la ville d’Ys », Morvac'h est le nom du cheval de la reine du nord, Malgven, épouse du roi Gradlon et mère de Dahud.

### Tristan et Iseut
Marc'h est le roi de Cornouaille, sa sœur Bleunwenn (Blanche-Fleur) (sic, en breton moderne ?) a épousé Rivalen, le roi de Loonois, une contrée au sud de l'Écosse. Rivalen meurt à la guerre et son épouse expire alors qu'elle met un enfant au monde : Tristan. L'enfant est recueilli par son oncle le roi Marc'h qui l'élève. Bien des années plus tard,  au cours d'une expédition guerrière en Irlande Tristan est blessé en tuant le géant Morholt, frère du roi de l'île. Iseut la fille du roi sait comment soigner la blessure empoisonnée de Tristan. Une fois remis, il rentre en Cornouaille. 
Marc'h veut faire de Tristan son successeur, mais les nobles de Cornouaille s'y opposent et le roi doit se marier. Le seul parti intéressant est Iseut. Tristan part en ambassade et demande la main d'Iseut pour son oncle,  au roi d'Irlande qui s'empresse d'accepter. Avant de partir, la reine confie à la servante Brangaine qui est du voyage, un philtre d'amour destiné à sa fille et au roi Marc'h ; ce philtre rend éternellement amoureux ceux qui le boivent. Pendant le voyage Tristan et Iseut boivent le philtre par erreur et deviennent très épris l'un de l'autre.
En dépit de leur amour, Iseut épouse Marc'h, mais c'est la servante Brangaine qui prend place dans la couche du roi, la nuit des noces.
Les amants finissent par partir, mais après une longue fuite ils sont retrouvés par le roi, alors qu'ils dorment dans la forêt. Marc'h remplace l'épée de Tristan qui est placée entre eux par la sienne – élégante façon de leur dire qu'il les épargne.
Les amants se séparent et Tristan quitte la Cornouaille.
Des années plus tard, alors qu'ils se sont retrouvés avant de mourir, Marc'h interviendra pour qu'ils soient inhumés l'un près de l'autre. Une ronce unira leurs tombes. Le roi de Cornouailles apparaît également dans le récit Le Chevalier aux deux épées, où il inhume Launceor, le fils du roi d'Irlande.

## Dans la tradition cornique
La légende de la Cornouailles insulaire, Kernow, est en tous points similaires à la légende armoricaine. On le nomme en anglais Mark of Cornwall (en latin Marcus, en cornique Margh, en gallois March) et c'est un roi légendaire de Cornwall, connu par une inscription du VIe siècle. Située près de Fowey (Cornouailles), cette « pierre de Tristan », est un pilier de granit de 2,7 m de haut, du VIe siècle, il comporte l'inscription FILIV CVNOWORI DRVSTANVS HIC IACIT soit «fils de Cunomorus, Drustan, se trouve ici,». Une troisième ligne, disparue depuis, auraiy été décrite au XVIe siècle par John Leland, soit CVM DOMINA CLUSILLA, « avec la Dame de Ousilla » (un O ayant été lu CL par Leland). Ousilla aurait alors été une Latinisation du nom féminin Cornish Eselt, autrement dit Isolde. Mais Goulven Péron a fait un sort à cette hypothèse en montrant clairement que le CLUSILLA de Leland était simplement sa lecture propre de l'inscription qui allait être lue de façons très différentes dans les siècles suivants : CIRUSIUS, CERUSIUS, CIRUSINIUS, DRUSTAGNI, DRUSTAVS, DRUSTANS, DRUSTANUS. 

### La légende
Mark envoie Tristan comme ambassadeur chercher sa promise, la princesse Iseult en Irlande. Tristan et Iseult tombent amoureux en ayant bu un philtre magique, ils entament une relation charnelle passionnée qui n’a pas son pareil dans la littérature médiévale.